# Guru Gita
La Guru Gita - Śrī Guru Gītā - (‘el canto [acerca de] el maestro’) es un texto hinduista. Forma parte de una obra mayor llamada Skanda-purana, atribuida al mítico sabio indio Viasa.
Existen varias versiones, que contienen entre 100 y 400 versos.
El Gurú hinduista Swami Muktananda (1908-1982) afirmó que este texto constituye parte del canon de sus escrituras sagradas, y eligió 182 versos para crear una versión exclusiva, a la que le inventó una melodía para cantar.
En los tiempos de los áshrams de Swami Muktananda la Guru Gita se cantaba diariamente.

Otra versión conocida posee 352 versos.[cita requerida]

## Contenido
El texto describe una conversación entre el dios Shiva y su esposa Parvati, en la que ella le pide a Shiva ―en calidad de su gurú (maestro espiritual)― que le explique cuál es la naturaleza del gurú.

## Algunos versos del «Guru Gita»[3]
Śrī devyuvāca:
Om namo deva deveśa parātpara jagadguro,
Sadāśiva mahādeva gurudīkṣāṁ pradehi me |2|
La Diosa dijo: 
Om Salutaciones, Oh, Dios, señor de los dioses. Oh el más grande de los grandes, oh maestro del universo. 
Oh, benevolente, oh gran Dios, iníciame en el conocimiento del gurú» (verso 2).
Kāśī kṣetraṁ tannivāso jāhnavī caraṇodakam,
Gurur viśveśvaraḥ sākṣāt tārakaṁ brahma niścitam |16|
Él habita en la ciudad sagrada. El agua de sus pies es el sagrado Ganges. 
El Gurú mismo es el señor de Kashi. En verdad que el Gurú es el mantra liberador» (verso 16).
Evaṁ gurupadaṁ śreṣṭhaṁ devānāmapi durlabham,
Hāhā hūhū gaṇaiścaiva gandharvaiśca prapūjyate. |25|
Oh, Parvati, declaro ante ti con especial énfasis que no hay diferencia entre el gurú y Atman. Los buscadores, los eruditos en las Escrituras y los sabios deben esforzarse en atraer la gracia del gurú» (verso 25).